# تاتیسوس
تاتیکیوس (یونانی: Τατίκιος)، فرمانده نیروهای بیزانس در جریان نخستین جنگ صلیبی به دستور آلکسیوس یکم بود که در جریان محاصره نیقیه، توانست شهر را مسخر کند.